# 2393 Suzuki
2393 Suzuki eller 1955 WB är en asteroid i huvudbältet, som upptäcktes den 17 november 1955 av den franska astronomen Marguerite Laugier i Nice. Den har fått sitt namn efter den japanske astronomen Keishin Suzuki.
Asteroiden har en diameter på ungefär 48 kilometer.